# 约翰·斯文森
约翰·塞夫林·斯文森（挪威語：Johan Severin Svendsen；1840年9月30日—1911年7月11日），挪威作曲家，指挥家。早年在莱比锡音乐学院学习，后长期在国外居住。晚年放弃作曲，专心从事指挥。斯文森的作品和同时代人格里格相比较为接近德奥浪漫主义主流风格。

## 外部連結
- 维基共享资源上的相關多媒體資源：约翰·斯文森
- 互联网档案馆中约翰·斯文森的作品或与之相关的作品
- 约翰·斯文森的免费乐谱，由国际乐谱典藏计划提供
- .  (第11版). London. 1911.